# Mohammad Ziaul Hakk
Mohammad Ziaul Hakk (helyesebben: Mohammad Ziául-Hak; urdu nyelven: محمد ضياء الحق) tábornok (1924. augusztus 12. – 1988. augusztus 17.) pakisztáni politikus, az ország elnöke és katonai kormányzója volt 1977 júliusától 1988 augusztusában bekövetkezett haláláig.

## Élete
Ziaul Hakkot 1976-ban a pakisztáni hadsereg vezérkari főnökének nevezték ki, a következő év július 5-én pedig katonai puccs útján eltávolította Zulfikar Ali Bhutto miniszterelnököt és Pakisztán történetében harmadik vezetőként statáriumot vezetett be. A puccs lényegében vértelen volt, Bhuttót azonban bíróság elé állították és kivégezték. Ziaul Hakk egy évig fenntartotta a statáriumot és ennek felügyelőjeként uralkodott, 1978 szeptemberében azonban elnöknek kiáltotta ki magát.
Mint sok más pakisztáni politikusé, élete nem természetes halállal ért véget. Mindmáig tisztázatlan körülmények között több tábornokával és Arnold Lewis Raphellel, az Amerikai Egyesült Államok nagykövetével együtt repülőgép-baleset áldozata lett. A repülőgép –  a pakisztáni  védelmi  minisztérium  illetékesei szerint – szabotázs  következtében  zuhant le. A vizsgálat után a szakértők úgy  nyilatkoztak, hogy a felszállás után bekövetkezett robbanást vagy a repülőgépen elhelyezett pokolgép vagy rakétatalálat idézte elő. Zulfikar Ali Bhutto lánya, Benazír Bhutto szerint elődjének, apja kivégzőjének halála és pusztulása Isten cselekedete volt.